# Растесс
Расте́сс (Растёс, Ростёсское) — упразднённое в 1976 году село, относившееся к городу областного подчинения Карпинску Свердловской области РСФСР Союза ССР. Располагалось на левом берегу реки Кырьи, в 80 километрах от города Карпинска.

## История
Селение основано в XVI веке для обслуживания Бабиновского тракта, единственной на тот момент дороги, которая соединяла европейскую часть России с Тобольской губернией. Как сообщает академик Иван Лепёхин в 1771 году — «Название его (прим. автора — Растёсса) происходит от Растесу или рассеку лесов первобытной Сибирской дороги (прим. — Бабиновского тракта) …первые сего места жители были Российские переведенцы для удобности проезжающим на Сибирь, а ныне причислены к отчинам господ Строгановых». В Растессе путники останавливались на отдых, ямщики меняли лошадей и жили служивые люди, которые охраняли тракт и поддерживали его в исправном состоянии (позже были построены новые дороги в Сибирь, южнее этой). В 1886 году в селе была построена деревянная Свято-Троицкая церковь, имелось волостное (Растесская волость Усольского уезда Пермской губернии) правление и церковно-приходская школа. 
В XIX веке рядом стали разрабатываться золотые и платиновые прииски, на которых жители улучшили своё благосостояние, об этом говорят мраморные надгробия на местном кладбище. Позже много могил было вырыто искателями золота.
На 1909 год в селе насчитывалось 39 дворов.
В 1930-е годы церковь была закрыта. До 1957 года работала семилетняя школа. С 1955 года появилась метеостанция, переведённая из Верх-Косьвы. С 1971 года метеостанция переведена в посёлок Тылай, а в 1981 году — в посёлок Кытлым.
В 1924—1926 годах село Растёс относилось к Кизеловскому району Верхне-Камского округа Уральской области, в 1943 году — к Александровскому району Молотовской области. В Растёсский сельсовет входили село Молчан, село Мелкое, деревня Верх-Косьва, деревня Кырья.
13 мая 1959 года решением облисполкома № 340 прииск Кытлым и село Растёс с переданы в подчинение Карпинскому городскому Совету Свердловской области.
26 марта 1971 года Решением облисполкома № 257 Растёсский сельсовет упразднён, а село передано в подчинение Кытлымского поселкового совета.
В 1976 году из села уехали последние жители. Причиной этого явилось закрытие в посёлке школы, медпункта и магазина. Кроме того, покинуть посёлок жителей вынудили заключённые располагавшейся неподалёку колонии-поселения, которые раскапывали могилы на кладбище в надежде найти золото и грабили дома местных жителей. Позднее возникла легенда о том, что жители посёлка неожиданно бесследно исчезли, оставив все свои вещи.
30 декабря 1976 года Решением облисполкома № 1099 село было исключено из учётных данных как прекратившее существование.

## Население
| 1909 | 2002 | 2010 |
| ---- | ---- | ---- |
| 169  | ↘0   | →0   |